# Österreichische Alpine Skimeisterschaften 2019
Die Österreichischen Alpinen Skimeisterschaften 2019 fanden von 19. bis 24. März 2019 in Saalbach-Hinterglemm im Land Salzburg statt. Die alpine Kombination wurde nicht ausgetragen. Die Rennen waren zumeist international besetzt, um die Österreichische Meisterschaft fuhren jedoch nur die österreichischen Teilnehmer.

## Übersicht
| Disziplin    | Datum                                       | Staatsmeister                               | Verein                                      | Staatsmeisterin                             | Verein                                      |
| ------------ | ------------------------------------------- | ------------------------------------------- | ------------------------------------------- | ------------------------------------------- | ------------------------------------------- |
| Abfahrt      | 21.03.2019                                  | Manuel Traninger                            | Gröbming                                    | Lisa Grill                                  | Mariapfarr-Weißpriach                       |
| Super-G      | 22.03.2019                                  | Christoph Krenn                             | Göstling-Hochkar                            | Ariane Rädler                               | Möggers                                     |
| Riesenslalom | 23.03.2019                                  | Roland Leitinger Johannes Strolz            | Sankt Martin bei Lofer Warth                | Katharina Liensberger                       | Rankweil                                    |
| Slalom       | 24.03.2019                                  | Marc Digruber                               | Mitterbach                                  | Katharina Liensberger                       | Rankweil                                    |
| Kombination  | nicht ausgetragen bzw. ersatzlos gestrichen | nicht ausgetragen bzw. ersatzlos gestrichen | nicht ausgetragen bzw. ersatzlos gestrichen | nicht ausgetragen bzw. ersatzlos gestrichen | nicht ausgetragen bzw. ersatzlos gestrichen |

## Herren

### Abfahrt
| Platz | Name                 | Zeit        |
| ----- | -------------------- | ----------- |
| 01    | Manuel Traninger     | 1:17,17 min |
| 02    | Daniel Danklmaier    | 1:18,03 min |
| 03    | Clemens Nocker       | 1:18,33 min |
| 04    | Niklas Köck          | 1:18,39 min |
| 05    | Tristan Takats       | 1:18,68 min |
| 06    | Julian Schütter      | 1:18,70 min |
| 07    | Johannes Kröll       | 1:18,73 min |
| 08    | Christopher Neumayer | 1:18,78 min |
| 09    | Stefan Babinsky      | 1:18,87 min |
| 10    | Michael Offenhauser  | 1:19,08 min |

Datum: 21. März 2019

Ort: Hinterglemm

Piste: Schneekristall/Zwölfer

Start: 1700 m, Ziel: 1065 m

Höhendifferenz: 635 m

Tore: 35

### Super-G
| Platz | Name                 | Zeit        |
| ----- | -------------------- | ----------- |
| 01    | Christoph Krenn      | 1:07,62 min |
| 02    | Niklas Köck          | 1:07,68 min |
| 03    | Otmar Striedinger    | 1:07,70 min |
| 04    | Daniel Danklmaier    | 1:07,86 min |
| 05    | Christopher Neumayer | 1:07,93 min |
| 06    | Vincent Kriechmayr   | 1:08,00 min |
| 07    | Romed Baumann        | 1:08,06 min |
| 08    | Johannes Kröll       | 1:08,19 min |
| 09    | Tristan Takats       | 1:08,30 min |
| 10    | Pirmin Hacker        | 1:08,33 min |

Datum: 22. März 2019

Ort: Hinterglemm

Piste: Schneekristall/Zwölfer

Start: 1547 m, Ziel: 1065 m

Höhendifferenz: 482 m

Tore: 35

### Riesenslalom
| Platz | Name                | Zeit        |
| ----- | ------------------- | ----------- |
| 01    | Sam Maes (BEL)      | 1:47,15 min |
| 02    | Roland Leitinger    | 1:47,18 min |
|       | Johannes Strolz     | 1:47,18 min |
| 04    | Magnus Walch        | 1:47,27 min |
| 05    | Adrian Pertl        | 1:47,30 min |
| 06    | Mathias Graf        | 1:47,38 min |
| 07    | Christian Borgnaes  | 1:47,41 min |
| 08    | Raphael Haaser      | 1:47,56 min |
| 09    | Andreas Ploier      | 1:47,65 min |
| 10    | Harry Laidlaw (AUS) | 1:47,70 min |

Datum: 23. März 2019

Ort: Hinterglemm

Piste: Schneekristall/Zwölfer

Start: 1377 m, Ziel: 1060 m

Höhendifferenz: 317 m

Tore 1. Lauf: 38, Tore 2. Lauf: 38

### Slalom
| Platz | Name              | Zeit        |
| ----- | ----------------- | ----------- |
| 01    | Marc Digruber     | 1:32,24 min |
| 02    | Thomas Dorner     | 1:32,28 min |
| 03    | Adrian Pertl      | 1:32,65 min |
| 04    | Richard Leitgeb   | 1:32,76 min |
| 05    | Fabio Gstrein     | 1:32,81 min |
| 06    | Mathias Graf      | 1:32,83 min |
| 07    | Pirmin Hacker     | 1:32,84 min |
| 08    | Moritz Opetnik    | 1:32,91 min |
| 09    | Fabian Zeiringer  | 1:32,93 min |
| 10    | Mario Gramshammer | 1:33,54 min |

Datum: 24. März 2019

Ort: Hinterglemm

Piste: Schneekristall/Zwölfer

Start: 1241 m, Ziel: 1060 m

Höhendifferenz: 181 m

Tore 1. Lauf: 57, Tore 2. Lauf: 58

### Kombination
Nicht ausgetragen.

## Damen

### Abfahrt
| Platz | Name                 | Zeit        |
| ----- | -------------------- | ----------- |
| 01    | Lisa Grill           | 1:16,72 min |
| 02    | Nina Ortlieb         | 1:16,83 min |
| 03    | Tamara Tippler       | 1:16,89 min |
| 04    | Stephanie Venier     | 1:16,91 min |
| 05    | Ramona Siebenhofer   | 1:17,05 min |
| 06    | Elisabeth Reisinger  | 1:17,30 min |
| 07    | Martina Rettenwender | 1:17,53 min |
| 08    | Ariane Rädler        | 1:17,59 min |
| 09    | Vanessa Nussbaumer   | 1:19,10 min |
| 10    | Selina Stecher       | 1:19,32 min |

Datum: 21. März 2019

Ort: Hinterglemm

Piste: Schneekristall/Zwölfer

Start: 1660 m, Ziel: 1065 m

Höhendifferenz: 595 m

Tore: 35

### Super-G
| Platz | Name                 | Zeit        |
| ----- | -------------------- | ----------- |
| 01    | Ariane Rädler        | 1:11,43 min |
| 02    | Nina Ortlieb         | 1:11,67 min |
| 03    | Martina Rettenwender | 1:11,80 min |
| 04    | Tamara Tippler       | 1:12,00 min |
| 05    | Lisa Grill           | 1:12,09 min |
| 06    | Michaela Heider      | 1:12,15 min |
| 07    | Stephanie Venier     | 1:12,21 min |
| 08    | Stephanie Resch      | 1:12,30 min |
| 09    | Vanessa Nussbaumer   | 1:12,38 min |
| 10    | Ricarda Haaser       | 1:12,38 min |

Datum: 22. März 2019

Ort: Hinterglemm

Piste: Schneekristall/Zwölfer

Start: 1542 m, Ziel: 1065 m

Höhendifferenz: 477 m

Tore: 35

### Riesenslalom
| Platz | Name                  | Zeit        |
| ----- | --------------------- | ----------- |
| 01    | Katharina Liensberger | 1:55,82 min |
| 02    | Katharina Truppe      | 1:55,97 min |
| 03    | Michaela Heider       | 1:56,18 min |
| 04    | Elisa Mörzinger       | 1:56,38 min |
| 05    | Magdalena Egger       | 1:57,65 min |
| 06    | Stephanie Resch       | 1:57,73 min |
| 07    | Franziska Gritsch     | 1:57,98 min |
| 08    | Rosina Schneeberger   | 1:58,06 min |
| 09    | Nadine Fest           | 1:58,09 min |
| 10    | Nina Astner           | 1:58,25 min |

Datum: 23. März 2019

Ort: Hinterglemm

Piste: Schneekristall/Zwölfer

Start: 1377 m, Ziel: 1060 m

Höhendifferenz: 317 m

Tore 1. Lauf: 38, Tore 2. Lauf: 38

### Slalom
| Platz | Name                  | Zeit        |
| ----- | --------------------- | ----------- |
| 01    | Katharina Liensberger | 1:30,55 min |
| 02    | Katharina Truppe      | 1:30,74 min |
| 03    | Michaela Dygruber     | 1:31,43 min |
| 04    | Magdalena Egger       | 1:31,90 min |
| 05    | Katharina Huber       | 1:31,91 min |
| 06    | Melanie Niederdorfer  | 1:31,96 min |
| 07    | Franziska Gritsch     | 1:32,26 min |
| 08    | Hannah Köck           | 1:32,38 min |
| 09    | Elisa Mörzinger       | 1:33,12 min |
| 10    | Nina Astner           | 1:33,17 min |

Datum: 24. März 2019

Ort: Hinterglemm

Piste: Schneekristall/Zwölfer

Start: 1241 m, Ziel: 1060 m

Höhendifferenz: 181 m

Tore 1. Lauf: 52, Tore 2. Lauf: 53

### Kombination
Abgesagt.